# Список банков Великобритании
В данном списке представлены 10 крупных банков Великобритании. В 2010 году в Великобритании действовало более 200 коммерческих банков.
| Банк                   | Головной офис     |
| ---------------------- | ----------------- |
| HSBC Bank              | Лондон            |
| Royal Bank of Scotland | Эдинбург          |
| Barclays Bank          | Лондон            |
| Lloyds Banking Group   | Лондон            |
| Standard Chartered     | Лондон            |
| Virgin Money           | Ньюкасл-апон-Тайн |
| Co-operative Bank      | Манчестер         |
| Santander UK           | Лондон            |